# Eremochrysa (Eremochrysa) pima
Eremochrysa (Eremochrysa) pima is een insect uit de familie van de gaasvliegen (Chrysopidae), die tot de orde netvleugeligen (Neuroptera) behoort. 
Eremochrysa (Eremochrysa) pima is voor het eerst wetenschappelijk beschreven door Banks in 1950.